# Selokgondang
Selokgondang is een bestuurslaag in het regentschap Lumajang van de provincie Oost-Java, Indonesië. Selokgondang telt 5100 inwoners (volkstelling 2010).